# Adrian Desmond
Adrian John Desmond (* 1947) ist ein britischer Wissenschaftshistoriker, bekannt für eine Biographie von  Charles Darwin, die er zusammen mit James R. Moore schrieb, und Veröffentlichungen zur Geschichte der Evolutionslehre.

## Leben und Wirken
Adrian J. Desmond studierte Physiologie, Paläontologie und Wissenschaftsgeschichte am University College London und an der Harvard University bei Stephen Jay Gould. Er wurde mit einer Dissertation über das viktorianische Umfeld der Entwicklung von Darwins Evolutionstheorie promoviert.
In seinem Buch Archetypes and Anchestors von 1982 untersuchte er die Rolle von Fossilien in den Debatten des 19. Jahrhunderts zur Evolutionstheorie und in The Politics of Evolution von 1989, das 1991 den Pfizer Award erhielt, untersuchte er das politische Umfeld von Evolutionstheorien vor Darwin, insbesondere bei den Londoner Radikalen. Er lebt in Berkshire.
In seinem ersten Buch The Hot-Blooded Dinosaurs von 1975 trat er für die These der Warmblütigkeit der Dinosaurier ein und der Abstammung der Vögel von den Dinosauriern. Das Buch fand große Aufmerksamkeit und war Vorlage einer BBC-Dokumentation. 1979 folgte ein Buch über Zeichensprache von Schimpansen.
1991 erschien die Darwin-Biographie. Das Buch gewann den James Tait Black Memorial Prize, den italienischen Comisso-Preis für Biographie, den Watson Davis Prize der US-amerikanischen History of Science Society und den Dingle Prize der British Society for the History of Science. 1997 folgte eine Biographie von Darwins-Mitstreiter Thomas Huxley. Eine kürzere Darwin-Biographie veröffentlichte er mit Moore und Janet Browne.
Mit James Moore und Janet Browne schrieb er den Eintrag zu Darwin im Oxford Dictionary of National Biography, er schrieb darin den Eintrag zu Huxley und den Darwin-Eintrag in der Encyclopedia Britannica. Er schrieb viele Rezensionen und Zeitungsartikel zur Evolutionsgeschichte. Er gab auch den Briefwechsel von Huxley mit seiner Familie heraus.
Er ist Scientific Fellow der Zoological Society of London und Mitglied der British Society for the History of Science, der History of Science Society und der Society of Vertebrate Paleontology.
1993 erhielt er die Founder’s Medal of the Society der History of Natural History.  Er ist Honorary Research Follow des University College London.

## Schriften
- The Hot-blooded Dinosaurs: a revolution in palaeontology, Dial Press 1975
- The Ape's Reflexion, Dial Press 1979
- Archetypes and Ancestors: Palaeontology in Victorian London, 1850-1875, University of Chicago Press 1982
- The Politics of Evolution: Morphology, medicine and reform in radical London, University of Chicago Press 1989, 1992
- mit James Moore: Darwin: The Life of a Tormented Evolutionist, London: Joseph 1991 
  - Deutsche Ausgabe: Darwin, Rowohlt 1994
- Huxley, London: Joseph, Band 1: The Devil's Discipl, 1994, Band 2: Evolution's high priest 1997, in einem Band bei Penguin 1998
- mit Janet Browne, James Moore: Charles Darwin (Very Interesting People), 2007
  - Deutsche Übersetzung:  Charles Darwin : kurz und bündig, Spektrum Akademischer Verlag 2008
- mit James Moore: Darwin's Sacred Cause: Race, Slavery, and the Quest for Human Origins, Houghton Mifflin Harcourt  2009